# Cifu & La Calaña Sound
Cifu & La Calaña Sound fue el proyecto en solitario que Jesús Cifuentes afrontó una vez que en agosto de 2002 abandonó Celtas Cortos, formación con la que había conseguido notoriedad internacional.
La idea de la banda, según el propio Cifuentes, nació en "la furgoneta, en situación de gira" tras llegar él mismo a la conclusión de que "con Celtas Cortos lo que tenía que hacer ya estaba hecho, pero la música que tenía por delante no estaba acabada".
Cifu & La Calaña Sound sólo editaron un disco, Horizonte, en 2004 en el cual la presencia de la música electrónica y el pop eran los elementos preponderantes abandonando totalmente las influencias celtas que acompañaron a Cifuentes durante toda su etapa con Celtas Cortos.
A mediados de 2006, coincidiendo con su 20 aniversario, Jesús Cifuentes decidió regresar a Celtas Cortos dando por finalizado su proyecto junto a La Calaña Sound.

## Discografía

### Álbumes de estudio
- Horizonte, DRO (2004)

## Componentes
- Jesús Cifuentes: Guitarra y voz.
- Jafo: Bajo.
- Álex Seoan: Bajo, guitarra.
- Diego: Batería y cajón.
- José Sendino: Guitarra y coros.
- Eduardo Tarilonte: Teclados.
- Ekaterina Larchenko: Violín.